# Louis Jeannin
Pour les articles homonymes, voir Jeannin.
Louis Jeannin, né le 6 octobre 1907 dans le 14ème arrondissement de Paris et mort le 10 juin 2002 à Châtillon, est un pilote motocycliste français, de vitesse et d'endurance.
Sa carrière en courses s'étale entre 1931 (3e du Bol d'or 350 cm3) et 1950, principalement sur Jonghi.
Il accumule au total 14 records du monde entre 1933 et 1934 : 10 durant la première année en 350 cm3 (avec Perrin et Andreino) et 4 durant la seconde en 250 cm3 (dont celui de l'heure, à 160 km/h de moyenne), le tout sur l'autodrome de Linas-Montlhéry.
1932 est sa grande saison, car il devient alors le premier français Champion d'Europe et Champion de France, en 350 cm3,. Jeannin s'impose lors de deux épreuves du championnat : au premier Grand Prix d'Europe à Rome en avril, et un mois plus tard au Bol d'or (avec un modèle Jonghi à culbuteur).
En 1934, il remporte le Grand Prix de France 250 cm3 du M.C.F., et en 1935 il devient champion de France dans la même catégorie, gagnant durant la même saison le GP du M.C.F. (tout en finissant deuxième en 350 cm3), ainsi que le Grand Prix de Dieppe et le Meeting du Camp du Drap d'Or à Calais (tout en terminant deuxième du Grand Prix de France U.M.F., ainsi qu'au Grand Prix du Comminges en 350 cm3).
Il est remplacé chez Jonghi par Georges Monneret en fin 1935, ce qui met fin a sa carrière de pilote de course. Il reprendra le guidon une dernière fois après-guerre pour courir le Bol d'Or 1950 sur une Jawa 350 bicylindre.